# Solenopsis brevicornis
Solenopsis brevicornis is een mierensoort uit de onderfamilie van de Myrmicinae. De wetenschappelijke naam van de soort is voor het eerst geldig gepubliceerd in 1888 door Emery.